# Edvin Kallstenius

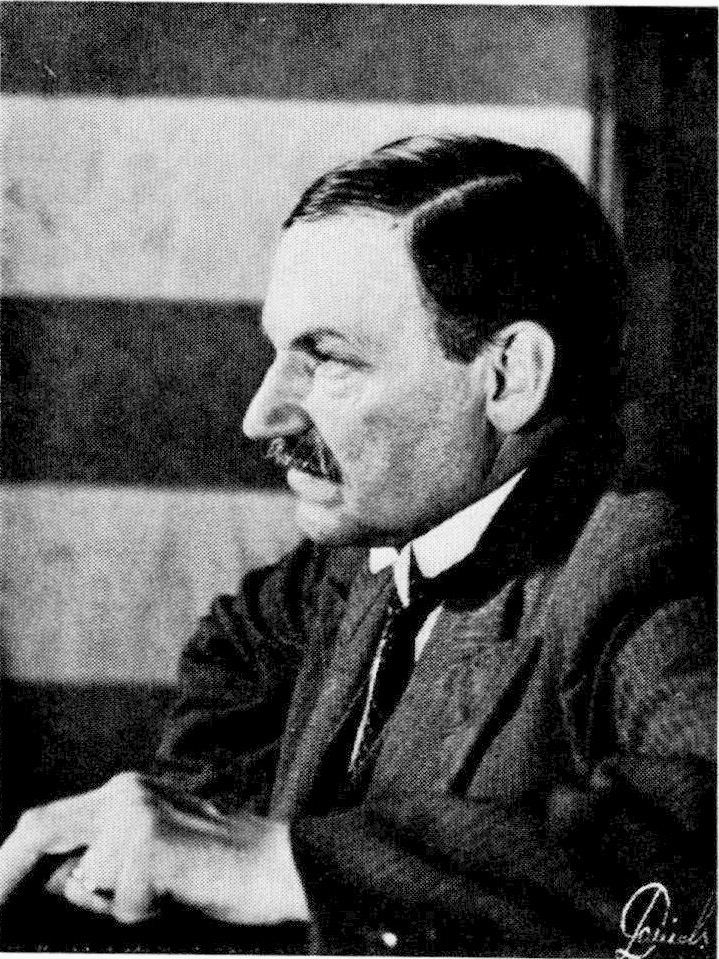
Edvin Kallstenius

Edvin Kallstenius (Filipstad, 29 augustus 1881 – Danderyd, 22 november 1967) was een Zweeds componist, arrangeur, bibliothecaris en muziekcriticus.

## Levensloop
Kallstenius studeerde van 1898 tot 1903 natuurwetenschappen aan de Universiteit van Lund in het Zweedse Lund. Vervolgens studeerde hij 1904 tot 1907 muziek bij onder andere Stephan Krehl aan de Felix Mendelssohnschool voor muziek en theater, toen nog Conservatorium van Leipzig geheten. Hij verklaarde later zelf dat het beluisteren van concerten met Arthur Nikisch als dirigent en interpreet van Richard Strauss' muziek hem ertoe heeft aangezet componist te worden.
Na zijn studie werkte hij eerst als muziekcriticus voor tijdschriften en dagbladen in Stockholm. Vervolgens kreeg hij een baan als bibliothecaris bij de Sveriges Radio (SR) en bleef in deze functie gedurende 18 jaar, van 1928 tot 1946. Hij was verder van 1933 tot 1961 bestuurslid van de Föreningen svenska tonsättare (Vereniging van Zweedse componisten) en oefende van 1933 tot 1943 in deze vereniging de functie van penningmeester uit. Van 1932 tot 1957 was hij eveneens bestuurslid van de Svenska Tonsättares Internationella Musikbyrå (STIM), de Zweedse zusterorganisatie van de Buma/Stemra.
Kallstenius schreef de muziek voor het Zweedse volkslied "Du gamla, Du fria" op een tekst van Richard Dybeck.
Als componist schreef hij werken voor diverse genres. In zijn vroege werken volgt hij de romantische tradities van vele Scandinavische componisten. Later ontwikkelde hij zijn persoonlijke stijl met moderne technieken, inclusief het expliciete gebruik van dodecafonische configuraties. Kallstenius raakte door deze ommezwaai in de vergetelheid: hij was te modern voor de traditionelen en te traditioneel voor de vernieuwers.

## Composities

### Werken voor orkest

#### Symfonieën
- 1926 Symfonie nr. 1 in Es majeur, op. 16
- 1935 Symfonie nr. 2 in f mineur, op. 20
  1. Allegro
  2. Adagio
  3. Allegro ben ritmico
- 1948 Symfonie nr. 3 in a mineur, op. 36
- 1953-1954 Symfonie nr. 4 in e mineur - Sinfonia a fresco, op. 43
- 1960 Symfonie nr. 5 - Sinfonia Ordinaria ma su temi 12-tonici, op. 52

#### Sinfoniettas
- 1923 Sinfonietta nr. 1, op. 13
- 1946 Sinfonietta nr. 2, op. 34
- 1956 Sinfonietta Dodicitonia, op. 46
- 1958 Sinfonietta nr. 4 - Semi-seriale, op. 50

#### Concerten voor instrumenten en orkest
- 1922 Concert "Sinfonia Concertata" in C majeur, voor piano en orkest, op. 12
- 1951-1952 Sonata concertante, voor cello en kamerorkest, op. 40
- Cavatina, voor altviool en kamerorkest, op. 30

#### Ouverturen
- 1934 Lustspelsuvertyr (Blijspelouverture), op. 19
- 1936 Violinen och de onda makterna. Dramatiskt förspel
- 1938 Romantico. Overtura sinfonica, op. 24
- 1966 Prologo seriale, op. 63

#### Suites
- 1925 Divertimento alla serenata - På serenad, op. 14
- 1932 Svensk rokokosvit ur Johannes Thidstedts notbok
  1. Marcia
  2. Sarabande
  3. Moderato pomposo
- 1942 Liten Falu-musik : Variant-svit, suite voor orkest, op. 28
- 1943 Divertimento da camera, voor kamerorkest, op. 29b
- 1943 Gammalsvenska folkmelodier, suite voor orkest
- 1952 Shakespeare-svit, voor kamerorkest
- 1957 Koreografisk svit, op. 48
- 1958 Gammalsvensk sångsvit, suite voor kamerorkest
- En veneziansk serenad, suite voor kamerorkest

#### Andere werken voor orkest
- 1908 Allegro Sinfonico, Tragic Overture "Sista Striden", op. 5
- 1909/1928 Vid vaggan, voor kamerorkest
- 1910/1928 Marschrondino, voor kamerorkest
- 1918 Een zomernachtserenade, op. 10
- 1923 Scherzo Fugato, op. 4
- 1931 Dalarnarapsodie - Zweedse rapsodie nr. 1, op. 18
- 1931 Serenata per orchestra piccola uit het schouwspel "Cyrano de Bergerac" van Edmond Rostand
- 1932 Sju miniatyrer (Zeven miniaturen) uit de muziek voor het sprookjesspel "Prinsessan Miraflor"
- 1932 Tre dalalåtar, voor strijkorkest
- 1935 Tre Dansstudier, op. 21
- 1937 Ur Prinsessan Miraflor : Nio miniatyrer ur Barbro Mörnes sagospel, voor kamerorkest
- 1938 Dalslandsrapsodi - Zweedse rapsodie nr. 2, op. 22
- 1939/1941 Bröllopsmorgon
- 1940 Høgtid och Fest, op. 26
- 1941-1942 Musica gioconda  - Serenad, op. 27
- 1943 Passacaglia enarmonica, op. 31
- 1947 Högtidligt intåg, voor kamerorkest
- 1947 Liten variationsmusik över ett tema av Joseph Martin Kraus : Krausvariationer, op. 35
- 1953 Litet dansimpromtu, voor kamerorkest
- 1954 Nytt vin i gamla läglar, voor kamerorkest, op. 44
- 1959 Musica sinfonica, voor orkest, op. 42 (ook in een versie voor strijkorkest)
- Alla gavotta, Berceuse voor strijkorkest
- Passacaglia & variationer över ett rokokotema (Gubben Noak-), op. 25

### Werken voor harmonieorkest
- 1938 Svit för 14 blåsinstrument och pukor (Suite voor 14 blaasinstrumenten en pauken), voor 2 dwarsfluiten, 2 hobo's, 2 klarinetten, 2 fagotten, 2 hoorns, 2 trompetten, 2 trombones en pauken, op. 23
- 1942 Kinesisk marsch, voor harmonieorkest
- 1943 Östgötaslätt "The Plain of Østergøtland": En lyrisk vignett, voor harmonieorkest

### Missen en andere kerkmuziek
- 1920/1963 När vi dö - Requiem, voor gemengd koor en orkest, op. 11

### Muziektheater

#### Toneelmuziek
- 1956 Den galanta skomakarfrun, muziek voor het toneelstuk van Federico García Lorca
- 1960 Slätten och människan, lyrische suite over gedichten van V. Ekelund, op. 55

### Vocale muziek

#### Cantates
- 1944 Sångoffer - Solokantat, voor bariton en orkest, op. 32 - tekst: Andrea Butenschön, naar Rabindranath Tagore
- 1955 Kantat till Mörby läroverk, voor sopraan, gemengd koor en orkest - tekst: Stellan Orrgård
- 1955 Hymen o hymenaios : Forngrekisk bröllopskantat, voor sopraan, alt, bariton, gemengd koor en kamerorkest, op. 45

#### Werken voor koor
- 1908 För Skåne, voor mannenkoor - tekst: Karl Gustav Ossiannilsson
- 1942 Du gamla du fria, voor gemengd koor - tekst: Richard Dybeck
- 1944 Stjärntändningen, voor gemengd koor en orkest, op. 38 - tekst: Verner von Heidenstam
- 1962 Tre sånger för manskör, voor mannenkoor, op. 56
- 1964 Knoppningsbikt i kvinnodikt, voor gemengd koor, op. 60 - tekst: Karin Boye

#### Liederen
- 1907 Lykken mellem mennesker - Maanens klage - Sange, voor zangstem en piano, op.3
- 1917-1921 Fyra sånger, voor zangstem en kamerorkest (of piano), op. 9 
  1. Minnas - tekst: Hedvig Dan
  2. Höbärgningen - tekst: Karl-Erik Forsslund
  3. Luise Hensels barnaftonbön - tekst: Luise Hensel
  4. Välkommen åter snälla sol - tekst: August Strindberg
- 1940 Vaggsång för Humpe, voor zangstem en piano - tekst: Helge Åkerhielm
- 1944 Två gamla visor om katt och råttor, voor zangstem en piano - tekst: van de componist
  1. Nu är katten död
  2. Råttbröllopet
- 1946 Gunhild, voor zangstem en piano, op.15 nr. 3 - tekst: van de componist
- 1948 Chaconne och fuga vad är det? Svar i ord och toner, voor drie zangstemmen, 2 violen en cello - tekst: van de componist
- 1962 Äktenskap, suite voor sopraan, tenor, dwarsfluit, klarinet, viool, altviool en cello, op. 58 
  1. Program - tekst: O Lagercrantz
  2. Psalm för älskande - tekst: B E Nyström
  3. Äktenskap - tekst: K-G Hildebrand
- Avskedssignelse, voor zangstem en kamerorkest (of piano), op. 15 nr. 2
- Karin Månsdotters vaggvisa för Erik XIV, voor zangstem en orkest (of piano), op.15 nr. 1 - tekst: Zacharias Topelius
- Sapfos hymn vid sista offerbålet, voor zangstem en piano - tekst: van de componist

### Kamermuziek
- 1904 Strijkkwartet nr. 1, op. 1
- 1905 Strijkkwartet nr. 2, op. 2
- 1905 Sonate, voor cello en piano, op. 6
- 1909 Sonate, voor viool en piano, op. 7
- 1913 Strijkkwartet nr. 3, op. 8
- 1925 Strijkkwartet nr. 4 "Divertimento alla Serenata", op. 14
- 1930 Kwintet, voor klarinet en strijkkwartet op. 17
- 1943 Divertimento, voor dwarsfluit, klarinet, hoorn en fagot
- 1945 Strijkkwartet nr. 5, op. 33
- 1950 Trio Divertente, voor dwarsfluit, viool en altviool, op. 39
- 1953 Strijkkwartet nr. 6, op. 41
- 1956 Piccolo Trio Seriale, voor dwarsfluit, althobo en klarinet, op. 47 a
- 1956 Andante Malincolico, voor strijkkwartet
- 1957 Strijkkwartet nr. 7 "Quartetto Dodekatonico"
- 1960 Lyrische suite, voor dwarsfluit, saxofoon (of klarinet) en cello, op. 55
- 1962 Strijkkwartet nr. 8, op. 54

### Werken voor orgel
- 1906 Andante pastorale op. 4a

### Werken voor piano
- 1949 Føründringar av en Barnvisa, op. 37
- 1945 Rondino-idyll

## Publicaties
- Swedish Orchestral Works: Annotated Catalog, Stockholm: Nordiska Musikforlaget, 1948. 85 p.